# Giórgos Houliarákis
Giórgos Houliarákis (grec moderne : Γιώργος Χουλιαράκης), parfois anglicisé comme George Chouliarakis, est un universitaire et un homme politique grec. 
Il est, du 28 août au 21 septembre 2015, ministre des Finances dans le gouvernement intérimaire de Vassilikí Thánou-Christophílou. Il est originaire de Iasmos, Nome de Rhodope, périphérie de Macédoine-Orientale-et-Thrace.

## Biographie
Professeur d'économie à l'université de Manchester, Giorgos Houliarakis est décrit comme pro-européen et comme étant proche de l'ancien vice-premier ministre, Ioánnis Dragasákis, qui incarne l'aile pragmatique de SYRIZA